# Boris Godunov (film fra 1954)
|  | For andre betydninger, se Boris Godunov (flertydig) |
Boris Godunov (russisk: Борис Годунов) er en sovjetisk dramafilm fra 1954 instrueret af Vera Strojeva.. Filmen er baseret på operaen af same navn fra 1874 med musik af Modest Musorgskij, der igen er baseret på Aleksandr Pusjkins skuespil fra 1825, også kaldet Boris Godunov, der omhandler den russiske zar Boris Godunov, der regerede Rusland fra 1598 til 1605.
Film blev vist uden for konkurrencen ved Filmfestivalen i Cannes i 1987.

## Medvirkende
- Aleksandr Pirogov som Boris Godunov
- Nikandr Khanajev som  Vasilij Sjujskij
- Georgij Nelepp som Grigorij
- Maksim Mikhajlov som Pimen
- Ivan Kozlovskij